# Salmão (cor)

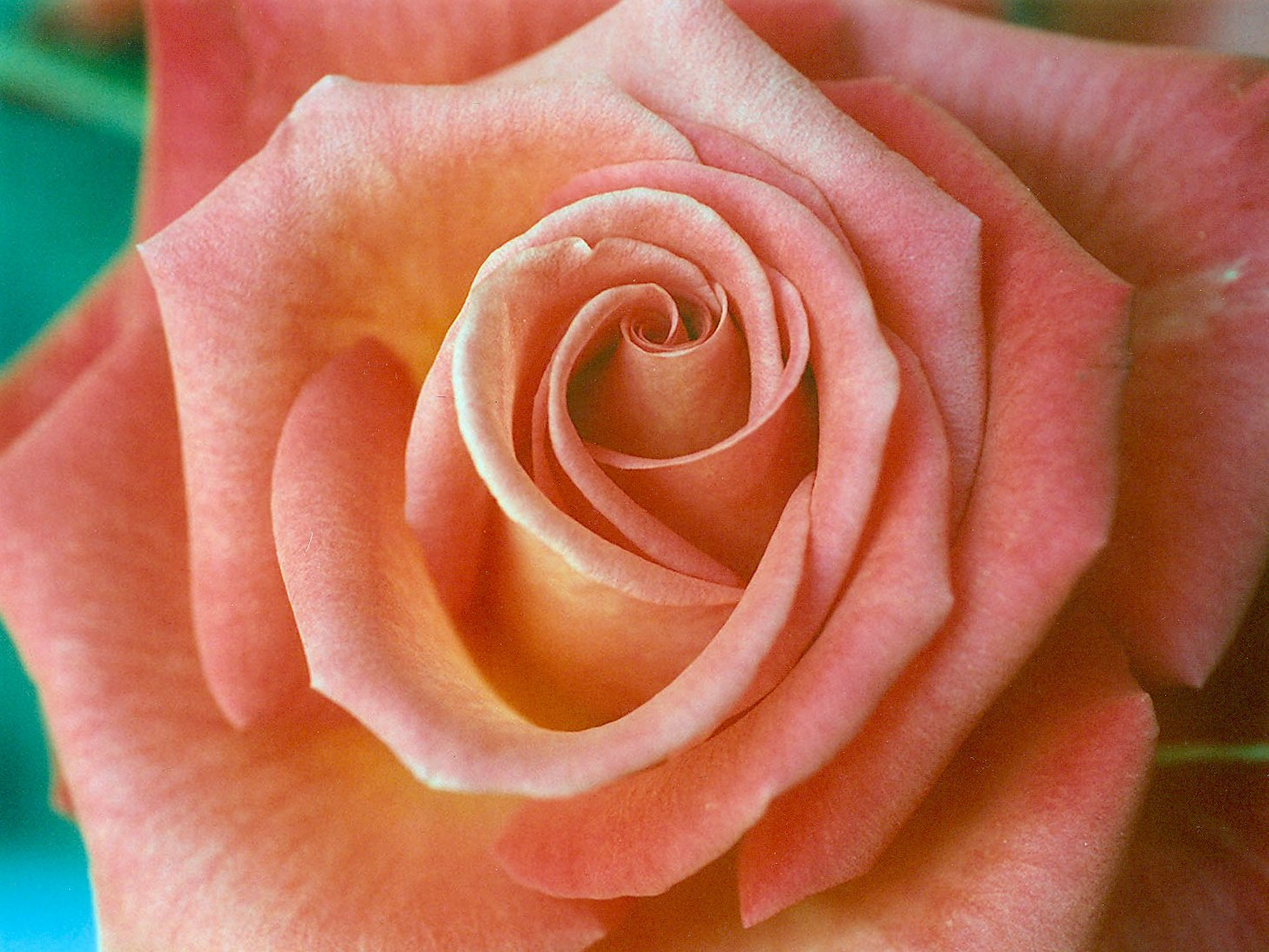
Rosa cor de salmão

Rosa Salmão  é uma gama de cores pálidas entre laranja-rosado e laranja claro, proveniente da cor da carne do salmão. A cor real do salmão varia de quase branca a vermelha profunda, dependendo dos níveis de carotenoides que obtêm do krill e do camarão, sua alimentação; nos salmões criados em cativeiro, é-lhes administrado artificialmente o corante na comida.